# Efekt Lensego-Thirringa
Efekt Lensego-Thirringa – opisany przez ogólną teorię względności. Powstaje, gdy obracające się masywne ciało o dużym momencie bezwładności włóczy układ inercjalny w swoim polu grawitacyjnym. Został przewidziany teoretycznie w 1918 przez dwóch austriackich uczonych – Josefa Lensego i Hansa Thirringa. Swobodnie spadający układ, wzmiankowany tutaj jako układ inercjalny, którego orientacja określona jest przez żyroskop obraca się lub doznaje wtedy precesji. Lense i Thirring pokazali, że uwzględniając efekty relatywistyczne, przyspieszenie Coriolisa w odległości {\displaystyle r} od obracającego się masywnego ciała o promieniu {\displaystyle R} i masie {\displaystyle M} przy {\displaystyle r/R\gg 1} oraz prędkości {\displaystyle {\vec {v}}} układu inercjalnego, ma dodatkową składową:
{\displaystyle {\vec {b}}=2{\vec {v}}\times {\vec {H}},}
gdzie:
{\displaystyle {\vec {H}}={\frac {2MGR^{2}}{5c^{2}r^{3}}}\left[{\vec {\omega }}-3{\frac {({\vec {\omega }}{\vec {r}}){\vec {r}}}{r^{2}}}\right].}
Efekt Lensego-Thirringa został potwierdzony obserwacyjnie.

## Wpływ pola grawitacyjnego na układ inercjalny
Einstein przewidywał istnienie trzech efektów spowodowanych przez pole grawitacyjne oddziałujące na układ inercjalny. Są to:
- rotacyjny efekt włóczenia układów inercjalnych (efekt Lensego-Thirringa),
- liniowy efekt włóczenia układów inercjalnych – opisuje efekt spowodowany oddziaływaniem masy ulegającej przyspieszeniu na masę pozostającą w spoczynku. Na obiekt pozostający w spoczynku oddziałuje siła, wektor której skierowany jest w kierunku tym samym co wektor przyspieszenia[6][7],
- efekt statyczny wzrostu masy – przewiduje, że jeśli dany obiekt jest otoczony przez masywne ciała, to masa bezwładna tego obiektu wzrasta.

## Precesja Lensego-Thirringa
Jeśli w odległości {\displaystyle r} od masywnego ciała umieszczony jest żyroskop, to jego spin {\displaystyle {\vec {S}}} precesuje z prędkością kątową
{\displaystyle {\vec {\Omega }}={\vec {\Omega }}_{\mathrm {T} }+{\vec {\Omega }}_{\mathrm {dS} }+{\vec {\Omega }}_{\mathrm {LT} },} gdzie {\displaystyle {\vec {\Omega }}_{\mathrm {T} }=-{\frac {1}{2}}{\vec {v}}\times {\vec {a}}} precesja Thomasa, zależy od prędkości i przyspieszenia żyroskopu {\displaystyle {\vec {\Omega }}_{\mathrm {dS} }={\frac {3}{2}}{\vec {v}}\times {\vec {\nabla }}V,} precesja de Sittera zależy od prędkości żyroskopu i potencjału skalarnego pola oraz {\displaystyle {\vec {\Omega }}_{\mathrm {LT} }=-{\frac {1}{2}}\nabla {\vec {h}}} precesja Lensego-Thirringa, która zależy tylko od potencjału wektorowego pola.
Precesję żyroskopu można badać, kiedy żyroskop znajduje się w spoczynku względem dalekiego obserwatora, gdyż precesja Thomasa i de Sittera znikają. Zauważmy też, że:
{\displaystyle {\frac {\mathrm {d} {\vec {S}}}{\mathrm {d} t}}={\vec {\dot {\Omega }}}_{\mathrm {LT} }\times {\vec {S}}.}

## Opis teoretyczny
Efekt Lensego-Thirringa może być wyprowadzony na dwa sposoby, bądź tak jak to zrobił A. Einstein, bądź używając metryki Kerra. Przedstawiamy metodę rozwiniętą przez Einsteina. Odpowiednio równanie pola Einsteina na rozmaitości Riemanna oraz równanie linii geodezyjnej są:
{\displaystyle R_{\mu \nu }-{\frac {1}{2}}g_{\mu \nu }R=-\kappa T_{\mu \nu },}
{\displaystyle {\frac {\mathrm {d} ^{2}x_{\mu }}{\mathrm {d} s^{2}}}+\Gamma _{\alpha \beta }^{\mu }{\frac {\mathrm {d} x_{\mu }}{\mathrm {d} s}}{\frac {\mathrm {d} x_{\nu }}{\mathrm {d} s}}=0,}
gdzie {\displaystyle R_{\mu \nu }} tensor krzywizny Ricciego, {\displaystyle g_{\mu \nu }} tensor metryczny, {\displaystyle R} skalar krzywizny Ricciego, {\displaystyle T_{\mu \nu }} – tensor energii -pędu, stała grawitacyjna {\displaystyle \kappa ={\frac {8\pi }{c^{2}}}G(=1,8\times 10^{-27}),} gdzie {\displaystyle \Gamma _{\alpha \beta }^{\mu }} symbole Christoffela. Rozważamy przybliżenie słabego pola i granicę powolnych ruchów. Rozpatrujemy przypadek takiego ośrodka ciągłego, w którym ciśnienie {\displaystyle p} jest zaniedbywalnie małe, gęstość {\displaystyle \rho } materii jest mała i prędkość cząstki próbnej jest mała w porównaniu z prędkością światła w próżni, {\displaystyle {\frac {v}{c}}\ll 1} oraz że układ jest inercjalny. Słabe pole grawitacyjne i w przybliżeniu Minkowskiego opisane jest tensorem metrycznym:
{\displaystyle g_{\mu \nu }=\eta _{\mu \nu }+h_{\mu \nu },}
{\displaystyle g^{\mu \nu }=\eta ^{\mu \nu }-h^{\mu \nu },}
gdzie {\displaystyle \eta _{\mu \nu }} metryka Minkowskiego-Lorentza, {\displaystyle h_{\mu \nu }} niewielkie zaburzenie oraz gdzie {\displaystyle h^{\mu \nu }\equiv \eta ^{\mu \sigma }\eta ^{\nu \rho }h_{\sigma \rho }.} Wstawiając wyrażenie na metrykę, otrzymujemy niezerowe symbole Christoffela:
{\displaystyle \Gamma _{00}^{\mu }=-{\frac {1}{2}}{\frac {\partial h_{0\mu }}{\partial x_{\mu }}}+{\frac {\partial h_{0\alpha }}{\partial x_{0}}},}
{\displaystyle \Gamma _{0\alpha }^{\mu }={\frac {1}{2}}\left({\frac {\partial h_{0\mu }}{\partial x_{\alpha }}}-{\frac {\partial h_{0\alpha }}{\partial x_{\mu }}}\right).}
Równanie Einsteina przyjmuje postać
{\displaystyle {\frac {\partial ^{2}}{\partial x_{\alpha }^{2}}}h_{\mu \nu }=2\kappa \left(T_{\mu \nu }-{\frac {1}{2}}g_{\mu \nu }T\right),}
stosując metodę funkcji Greena, otrzymujemy jego rozwiązania,
{\displaystyle h_{\mu \nu }=-\kappa \int {\frac {\left(T_{\mu \nu }-{\frac {1}{2}}g_{\mu \nu }T\right)}{r}}\mathrm {d} V_{0},}
gdzie {\displaystyle V_{0}} jest pewną objętością przestrzeni. Rozwiązania różne od zera istnieją wyłącznie dla składowych {\displaystyle ({\mu \mu })} oraz {\displaystyle g_{00}=1+{\frac {2V}{c^{2}}}} dla składowych {\displaystyle ({0\mu }),} {\displaystyle (\mu =0,1,2,3).} Składowe {\displaystyle ({\mu \mu }),} {\displaystyle h_{11}=h_{22}=h_{33}} i składowe {\displaystyle ({0\mu })} są:
{\displaystyle h_{\mu \mu }=-\kappa \int {\frac {\rho }{r}}\mathrm {d} V_{0},}
dla stacjonarnego zlokalizowanego rozkładu mas, {\displaystyle g\to \eta } otrzymujemy składowe {\displaystyle (0\mu )} równania Einsteina:
{\displaystyle h_{0\mu }=-\kappa \int {\frac {\rho {\vec {v}}}{r}}\mathrm {d} V_{0}.}
Przy czym {\displaystyle h_{00}=2V,} gdzie {\displaystyle V} jest potencjałem skalarnym pola grawitacyjnego oraz {\displaystyle h_{01}=h_{02}=h_{03}} są składowymi pola wektorowego {\displaystyle {\vec {h}}({\vec {r}}),} {\displaystyle {\vec {v}}} jest prędkością źródła pola grawitacyjnego. Ostatecznie równanie linii geodezyjnej przyjmuje postać:
{\displaystyle {\frac {\mathrm {d} }{\mathrm {d} l}}\left((1+V){\frac {\mathrm {d} x_{\mu }}{\mathrm {d} l}}\right)=-{\frac {1}{2}}{\frac {\partial h_{00}}{\partial x_{\mu }}}+{\frac {\partial h_{0\mu }}{\partial x_{0}}}+{\frac {1}{2}}\left({\frac {\partial h_{0\mu }}{\partial x_{\alpha }}}-{\frac {\partial h_{0\alpha }}{\partial x_{\mu }}}\right){\frac {\mathrm {d} x_{\alpha }}{\mathrm {d} l}},}
czyli:
{\displaystyle {\frac {\mathrm {d} }{\mathrm {d} l}}((1+V){\vec {v}})=\mathbf {grad} V+{\frac {\partial {\vec {h}}}{\partial l}}+\nabla {\vec {h}}\times {\vec {v}},}
{\displaystyle V\simeq -\kappa \int {\frac {\rho {\vec {v}}}{r}}\mathrm {d} V_{0},}
{\displaystyle {\vec {h}}({\vec {r}})\simeq -\kappa \int {\frac {\rho {\vec {v}}}{r}}\mathrm {d} V_{0}.}
Einstein interpretował to równanie ruchu cząstki próbnej, w następujący sposób, mianowicie:
1. Ponieważ masa bezwładna cząstki próbnej jest proporcjonalna do wyrażenia {\displaystyle (1+V)} więc wzrasta, gdy masy ciężkie zbliżają się (statyczny efekt przyrostu masy).
2. Wyrażenie {\displaystyle {\frac {\partial {\vec {h}}}{\partial l}}} oznacza, że istnieje oddziaływanie mas przyspieszanych na cząstkę próbną pozostającą w spoczynku (Liniowy efekt włóczenia układu inercjalnego).
3. Wyrażenie {\displaystyle \nabla {\vec {h}}\times {\vec {v}},} oznacza, że cząstka próbna zostaje odchylona ze swego toru, jeśli znajdzie się w polu grawitacyjnym obracającego się obiektu (efekt Lensego-Thirringa). Wyrażenie to jest odpowiedzialne za włóczenie płaszczyzny orbitalnej i orbitalny moment obrotowy cząstki próbnej (na przykład żyroskop) w kierunku obrotu centralnego ciała masywnego (formuła odkryta przez Lensego i Thirringa).
Te trzy efekty są dlatego trudno mierzalne, że wielkość ich jest rzędu {\displaystyle 10^{-27},} na co wskazuje obecność stałej {\displaystyle \kappa .}

### Precesja żyroskopu
Wiedząc, że moment kątowy {\displaystyle {\vec {J}}=\int {\vec {r}}\times (\rho {\vec {v}})\mathrm {d} V_{0},} pole wektorowe {\displaystyle {\vec {h}}\equiv (h_{01},h_{02},h_{03})} daleko od stacjonarnego źródła (lub w przypadku sferoidalnego rozkładu materii)
{\displaystyle {\vec {h}}({\vec {r}})\equiv -2{\frac {{\vec {J}}\times {\vec {r}}}{r^{3}}}\mathrm {d} V_{0}.}
Oznaczmy {\displaystyle {\vec {H}}=\nabla \times {\vec {h}},} tak więc moment siły działającej na żyroskop o spinie {\displaystyle {\vec {S}}} jest równy:
{\displaystyle {\vec {\tau }}\simeq {\frac {1}{2}}{\vec {S}}\times {\vec {H}}={\frac {\mathrm {d} {\vec {S}}}{\mathrm {d} t}}={\vec {\dot {\Omega }}}\times {\vec {S}}}
żyroskop precesuje względem dalekiego układu inercjalnego (asymptotycznego), {\displaystyle g_{\mu \nu }\to \eta _{\mu \nu })} z prędkością kątową:
{\displaystyle {\vec {\dot {\Omega }}}=-{\frac {1}{2}}{\vec {H}}={\frac {-{\vec {J}}+3({\vec {J}}{\vec {r}}){\vec {r}}}{r^{3}}},}
gdzie {\displaystyle {\vec {J}}} jest momentem kątowym obiektu w centrum. Jest to właśnie efekt Lensego-Thirringa, czyli włóczenie układu inercjalnego, którego osie są definiowane przez żyroskop. Siła wywierana na ten żyroskop przez pole wektorowe {\displaystyle {\vec {H}}} jest
{\displaystyle {\vec {F}}=\left({\frac {1}{2}}{\vec {S}}\nabla \right){\vec {H}}.}

## Metryka Kerra
Z punktu widzenia geometrii zadanie OTW polega na znajdowaniu czterowymiarowych rozmaitości {\displaystyle M^{4}} z metryką {\displaystyle g_{ab}} o sygnaturze {\displaystyle (+,-,-,-),} spełniających równanie Einsteina:
{\displaystyle R_{ab}-{\frac {1}{2}}Rg_{ab}={\frac {8\pi G}{c^{2}}}T_{ab}.}
Osiowo-symetryczne stacjonarne rozwiązanie równania Einsteina, opisujące pole grawitacyjne wirującej czarnej dziury lub obracającego się masywnego obiektu jest rozwiązaniem znalezionym przez Roya Kerra. Metrykę {\displaystyle g_{ab}} o sygnaturze {\displaystyle (+,-,-,-)} nazywamy osiowosymetryczną i stacjonarną, Metryka Kerra opisuje geometrię czasoprzestrzeni obracających się ciał masywnych. Metryka Kerra przewiduje istnienie rotacyjnego włóczenia układu inercjalnego:
{\displaystyle \mathrm {d} s^{2}=\left(1-{\frac {r_{s}r}{\rho ^{2}}}\right)c^{2}\mathrm {d} t^{2}+{\frac {2r_{s}r{\bar {a}}\sin ^{2}\theta }{\rho }}c\mathrm {d} t\mathrm {d} \phi -{\frac {\rho ^{2}}{\Delta }}\mathrm {d} r^{2}-\rho ^{2}\mathrm {d} \theta ^{2}-\left(r^{2}+{\bar {a}}^{2}+{\frac {r_{s}r{\bar {a}}^{2}}{\rho ^{2}}}\sin ^{2}\theta \right)\sin ^{2}\theta \mathrm {d} \phi ^{2},}
gdzie {\displaystyle r,\theta ,\phi } współrzędne sferyczne, {\displaystyle r_{s}={\frac {2GM}{c^{2}}}} promień Schwarzschilda oraz
{\displaystyle {\bar {a}}={\frac {J}{Mc}},}
{\displaystyle \rho ^{2}=r^{2}+{\bar {a}}^{2}\cos ^{2}\theta ,}
{\displaystyle \Delta =r^{2}-r_{s}r+{\bar {a}}^{2}.}

## Czasoprzestrzeń Lensego-Thirringa
Wprowadzając współrzędne izotropowe element liniowy czasoprzestrzeni Lensego-Thirringa może być zapisany jako:
{\displaystyle \mathrm {d} s^{2}\simeq \left(1-{\frac {2GM}{c^{2}r_{1}}}\right)c^{2}\mathrm {d} t^{2}+{\frac {4GI\omega }{c^{3}r_{1}^{3}}}(x\mathrm {d} z-z\mathrm {d} x)c\mathrm {d} t-\left(1+{\frac {2GM}{c^{2}r_{1}}}\right)(\mathrm {d} x^{2}+\mathrm {d} y^{2}+\mathrm {d} z^{2}),}
gdzie współrzędna standardowa {\displaystyle r} jest zastąpiona nową współrzędną radialną {\displaystyle r_{1}} określoną jako
{\displaystyle r\equiv r_{1}\left(1+{\frac {m}{2r_{1}}}\right)^{2},}
przy czym {\displaystyle \mathrm {d} r^{2}=\mathrm {d} x^{2}+\mathrm {d} y^{2}+\mathrm {d} z^{2}} oraz {\displaystyle I\omega \sim -M{\bar {a}}c} jest to analog momentu kątowego wokół osi {\displaystyle z} {\displaystyle M} jest masą obracającego się ciała centralnego.

### Porównanie metryki Kerra i metryki Lensego-Thirringa
Metryka Kerra we współrzędnych izotropowych jest:
{\displaystyle \mathrm {d} s^{2}\simeq \left(1-{\frac {2GM}{c^{2}r_{1}}}\right)c^{2}\mathrm {d} t^{2}-{\frac {4GM{\bar {a}}}{c^{2}r_{1}^{3}}}(x\mathrm {d} z-z\mathrm {d} x)c\mathrm {d} t-\left(1+{\frac {2GM}{c^{2}r_{1}}}\right)(\mathrm {d} x^{2}+\mathrm {d} y^{2}+\mathrm {d} z^{2}),}
co wskazuje, że obie metryki w przybliżeniu tym się pokrywają.

## Potwierdzenie eksperymentalne
Z historycznego punktu widzenia propozycja wykonania testów ogólnej teorii względności została przedstawiona w 1920 przez J.A. Schoutena i A.S. Eddingtona, którzy zaproponowali po raz pierwszy użycie żyroskopu. W 1960 Schiff i Pugh niezależnie, zaproponowali test efektu Lensego-Thirringa przy użyciu żyroskopu umieszczonego na orbicie okołoziemskiej. Przewidywali oni, że po wystarczająco długim czasie swobodnie wirujący żyroskop powinien się odchylić od pierwotnego kierunku. Przyczyną miały być efekty relatywistyczne. Tak więc, żeby zapewnić odpowiednie warunki dla eksperymentu stało się jasne, że musi on zostać przeprowadzony w przestrzeni kosmicznej. W 1976 Van Patten i Everittzaproponowali, żeby celem przyszłej misji kosmicznej stało się zmierzenie tego efektu.
Jednym z celów misji badawczej Gravity Probe B jest przeprowadzenie kilku eksperymentów mających na celu zbadanie relatywistycznych efektów rotacji. Na ostateczne wyniki tej misji należy poczekać do jej zakończenia. Innym z eksperymentów jest użycie satelitów LAGEOS (Laser Geodynamics Satellites) pierwotnie zaprojektowanych do badania ziemskiego potencjału, do badania efektu Lensego-Thirringa. W 2004 I. Ciufolini i E.C. Pavlis ogłosili zarejestrowanie efektu Lensego-Thirringa. Efekt opublikowany w „Nature” jest zgodny z OTW, nie wiadomo jednak, czy metody zastosowane do otrzymania wyników były całkowicie poprawne.
W 2020 roku opublikowano w „Science” informację o obserwacyjnym potwierdzeniu efektu Lensego-Thirringa po 20-letnich pomiarach precesji układu podwójnego pulsara i białego karła PSR J1141-6545.